# Misery Loves Co.
Misery Loves Co. är ett industrimetalband från Uppsala som bildades i januari 1993.

## Historia
Misery Loves Co. bildades i Uppsala i januari 1993. Redan samma sommar hade gruppen en låt, "Sonic Attack", med på samlingen Extreme Close-Up, som medföljde tidningen Close-Up Magazine. Strax därefter skrev man under kontrakt med gamla proggbolaget MNW som även gett ut band som Nationalteatern, Ebba Grön och Popsicle. Duon som utgjorde kärnan i bandet bestod av Patrik Wiren som sångare och Örjan Örnkloo som skötte programmeringen och spelade gitarr. Under liveuppträdanden förstärktes duon till en början av Jim Edwards på gitarr, Marre Eriksson på basgitarr och Olle Dahlstedt på trummor. Även Bosse Lundström har medverkat på trummor.
Den senaste banduppsättningen bestod av Patrik Wiren (sång och gitarr), Örjan Örnkloo (gitarr), Michael Hahne (gitarr) och Olle Dahlstedt (trummor). Dahlstedt spelade senare i Entombed (2006–2013). Även Rikard Sporrong (basgitarr) från Peace Love & Pitbulls turnerade med gruppen.
Bandet hade en stor publik i bland annat England och vann en svensk Grammis 1998 för albumet Not Like Them. De nominerades även till en Grammis 1995. Misery Loves Co. turnerade flitigt och spelade med bland annat Thåström, Slayer, Paradise Lost, Machine Head och Deftones. Bandet upphörde att existera 2000 efter några avslutande festivalspelningar, bland annat på Arvikafestivalen och Storsjöyran. 
Patrik Wirén gick sedan vidare till en journalist- och författarkarriär och bildade även gruppen Alpha Safari tillsammans med dåvarande Entombed-gitarristen Ulf Cederlund. Bandet gav ut et album 2004, Commercial Suicide. Örjan Örnkloo har sedan Misery Loves Co:s uppbrott bland annat varit involverad i In Flames skivinspelningar.
2014 gav Patrik Wirén ut boken "Revolten, rörelsen, Refused" (Alfabeta). Han har sedan 2021 även gett ut musik på svenska under namnet Wirre.
Misery Loves Co återförenades och gjorde en exklusiv Sverigespelning sommaren 2016 på Gefle Metal Festival och har sedan dess även spelat på festivaler som Bloodstock i England, Brutal Assault i Tjeckien, Sweden Rock Festival och 70 000 Tons of Metal i USA. I livebandet ingick då även trummisen Jesper Skarin och basisten Jörgen Sandström.  
Den 29 november 2019 släpptes albumet Zero som utsågs till ett av 2019 års bästa album av både Nöjesguiden och Sweden Rock Magazine.

## Medlemmar
Nuvarande medlemmar
- Patrik Wirén – sång, gitarr (1993–2000, 2016– )
- Örjan Örnkloo – basgitarr, gitarr, samplingar (1993–2000, 2016– )
- Michael Hahne – gitarr (2016– )

Tidigare medlemmar/turnerande musiker
- Marre Ericksson	– basgitarr (1994–1997)
- Bosse Lundström – trummor (1994)
- Jim Edwards – gitarr (1994–1997)
- Niklas Gabrielsson – trummor (1995)
- Olle Dahlstedt – trummor (1995–2000)
- Rickard Sporrong – basgitarr (1997–2000)
- Michael Hahne – gitarr (1997–2000)

Nuvarande turnémusiker
- Jörgen Sandström – basgitarr (2016– )
- Jesper Skarin – trummor (2016– )

## Diskografi
Studioalbum
- 1995 – Misery Loves Co.
- 1997 – Not Like Them
- 2000 – Your Vision Was Never Mine to Share
- 2019 – Zero

EP
- 1995 – Happy?
- 1995 – Need Another One

Singlar
- 1994 – "Private Hell"
- 1995 – "Kiss Your Boots"
- 1995 – "Misery Loves Co."
- 1997 – "Prove Me Wrong"
- 1998 – "Blinded"
- 2017 – "Would You?"
- 2018 – "Suburban Breakdown"
- 2018 – "Only Happy When It Rains"
- 2019 – "Way Back Home"